# 5. Primetime Emmy-gála
Az 5. Primetime Emmy-gála során az 1952-ben főműsoridőben bemutatott, amerikai televíziós programokat értékelték. A jelölteket az Academy of Television Arts & Sciences választotta ki. A Los Angeles-i Hotel Statlerben tartott ceremóniát a KLAC közvetítette 1953. február 5-én. A műsor házigazdája Art Linkletter volt.

## Győztesek és jelöltek
A nyertesek félkövérrel jelölve.

### Műsorok
| Legjobb vígjátéksorozat | Legjobb drámasorozat |
| --- | --- |
| - I Love Lucy (CBS) - The Adventures of Ozzie & Harriet (ABC) - The Amos 'n Andy Show (CBS) - The George Burns and Gracie Allen Show (CBS) - Mister Peepers (NBC) - Our Miss Brooks (CBS) | - Robert Montgomery Presents (NBC) - Celanese Theatre (ABC) - Goodyear Television Playhouse (NBC) - Kraft Television Theatre (NBC) - Studio One (CBS)               |
| Legjobb varietéműsor | Legjobb vetélkedő |
| - Your Show of Shows (NBC) - Arthur Godfrey and His Friends (CBS) - The Colgate Comedy Hour (NBC) - The Jackie Gleason Show (CBS) - Toast of the Town (CBS)                               | - What's My Line? (CBS) - Down You Go (DuMont) - This Is Your Life (NBC) - Two for the Money (NBC) - You Bet Your Life (NBC)                                        |
| Legjobb akció- vagy kalandsorozat | Legjobb gyerekműsor |
| - Dragnet (NBC) - The Big Story (NBC) - Foreign Intrigue (szindikált sugárzás) - Martin Kane, Private Eye (NBC) - Racket Squad (NBC)                                                      | - Time for Beany (KTLA) - Big Top (CBS) - The Gabby Hayes Show (NBC) - Kukla, Fran and Ollie (NBC) - Puppet Playhouse (NBC) - Super Circus (NBC) - Zoo Parade (NBC) |
| Legjobb közszolgálati műsor | |
| - See It Now (CBS) - Camel News Caravan (NBC) - Life Is Worth Living (DuMont) - Meet the Press (NBC) - Victory at Sea (NBC)                                                               | |

### Színészek
| Legjobb színész                                                                                | Legjobb színésznő                                                         |
| ---------------------------------------------------------------------------------------------- | ------------------------------------------------------------------------- |
| - Thomas Mitchell - John Forsythe - Charlton Heston - John Newland - Vaughn Taylor - Jack Webb | - Helen Hayes - Sarah Churchill - June Lockhart - Maria Riva - Peggy Wood |

### Műsorvezetők
| Legjobb férfi humorista | Legjobb női humorista                                                                              |
| --- | -------------------------------------------------------------------------------------------------- |
| - Jimmy Durante (NBC) - Sid Caesar (NBC) - Wally Cox (NBC) - Jackie Gleason (CBS) - Herb Shriner (ABC)                                                                | - Lucille Ball (CBS) - Eve Arden (CBS) - Imogene Coca (NBC) - Joan Davis (NBC) - Martha Raye (NBC) |
| Legjobb műsorvezető | |
| - Fulton J. Sheen (DuMont) - Lucille Ball (CBS) - Jimmy Durante (CBS) - Arthur Godfrey (CBS) - Edward R. Murrow (CBS) - Donald O'Connor (NBC) - Adlai Stevenson (NBC) | |

## Fordítás
- Ez a szócikk részben vagy egészben  a(z)   5th Primetime Emmy Awards című angol Wikipédia-szócikk fordításán alapul.  Az eredeti cikk szerkesztőit annak laptörténete sorolja fel. Ez a jelzés csupán a megfogalmazás eredetét és a szerzői jogokat jelzi, nem szolgál a cikkben szereplő információk forrásmegjelöléseként.